# 岡崎明大寺テレビ局
岡崎明大寺テレビ局（おかざきみょうだいじテレビきょく）は、愛知県岡崎市に置かれていたアナログテレビ中継局である。

## 概要
- 岡崎市明大寺町の岡崎国立研究機構に置かれ、同市内の一部などへ電波を発射していたが、受信環境の変化などで1994年3月31日をもって廃局となった。
- SHFによる受信障害対策中継放送として実施されていた。

| チャンネル | 放送局名             | 空中線電力          | ERP                  | 放送対象 地域 | 放送区域 内世帯数 | 偏波面   |
| 67ch       | TVA テレビ愛知       | 映像100mW/ 音声25mW | 映像440mW/ 音声110mW | 愛知県        | 約-世帯           | 水平偏波 |
| 69ch       | CTV 中京テレビ放送   | 映像100mW/ 音声25mW | 映像440mW/ 音声110mW | 中京広域圏    | 約-世帯           | 水平偏波 |
| 71ch       | THK 東海テレビ放送   | 映像100mW/ 音声25mW | 映像440mW/ 音声110mW | 中京広域圏    | 約-世帯           | 水平偏波 |
| 73ch       | NHK 名古屋総合       | 映像100mW/ 音声25mW | 映像440mW/ 音声110mW | 愛知県        | 約-世帯           | 水平偏波 |
| 75ch       | CBC 中部日本放送     | 映像100mW/ 音声25mW | 映像440mW/ 音声110mW | 中京広域圏    | 約-世帯           | 水平偏波 |
| 77ch       | NHK 名古屋教育       | 映像100mW/ 音声25mW | 映像440mW/ 音声110mW | 全国放送      | 約-世帯           | 水平偏波 |
| 79ch       | NBN 名古屋テレビ放送 | 映像100mW/ 音声25mW | 映像440mW/ 音声110mW | 中京広域圏    | 約-世帯           | 水平偏波 |